# Михелау-ин-Оберфранкен
Михелау-ин-Оберфранкен (нем. Michelau in Oberfranken) — община в Германии, в земле Бавария.
Подчиняется административному округу Верхняя Франкония. Входит в состав района Лихтенфельс. Население составляет 6535 человек (на 31 декабря 2010 года). Занимает площадь 19,36 км².
Община подразделяется на 5 сельских округов.

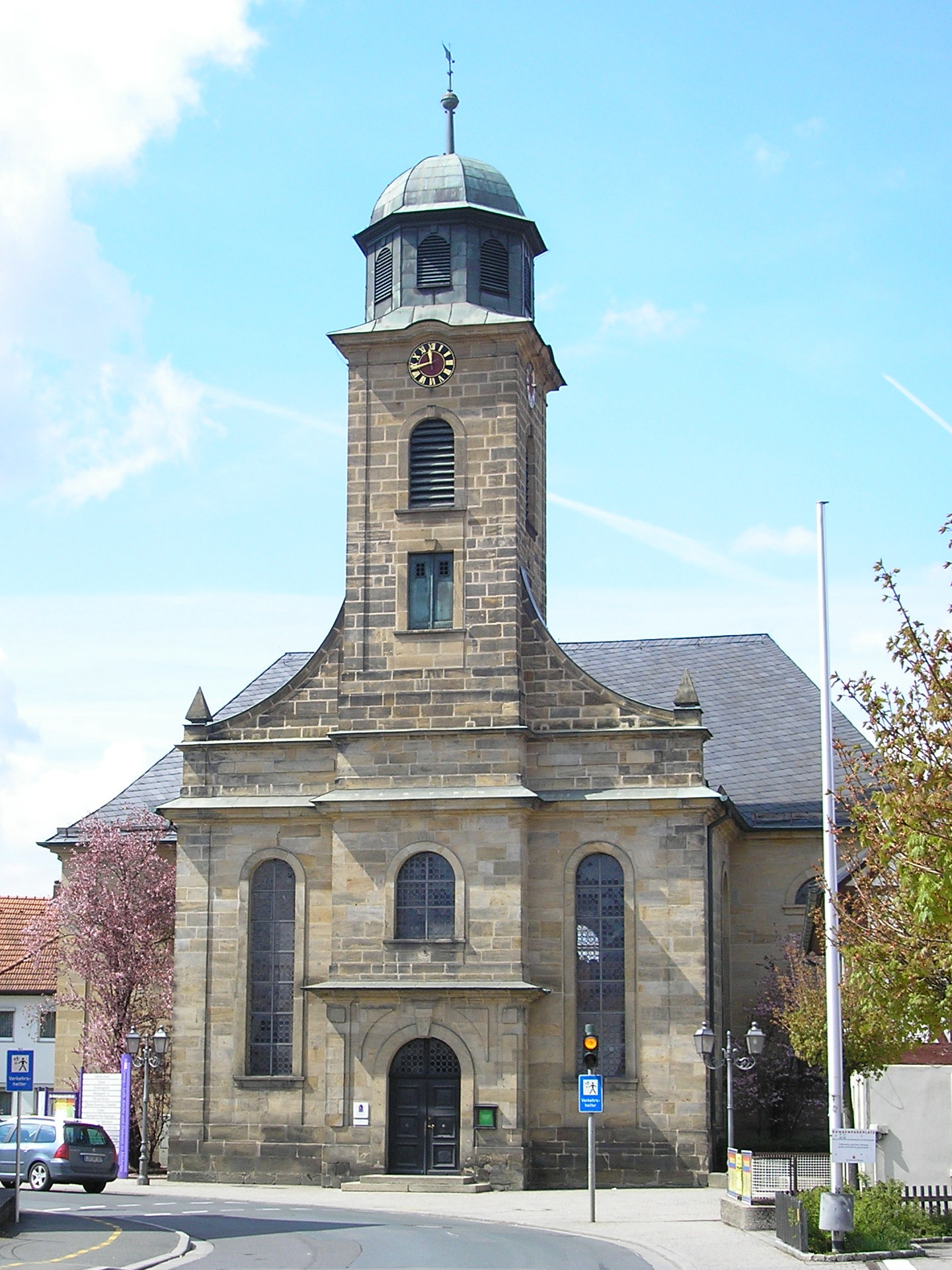
Михелау (Верхняя Франкония)

## Население
По оценке на 31 декабря 2015 года население общины Михелау-ин-Оберфранкен составляет 6336 чел. 

| Дата      | 1840 | 1871 | 1900 | 1925 | 1939 | 1950 | 1961 | 1970 | 1987 | 2011 |
| --------- | ---- | ---- | ---- | ---- | ---- | ---- | ---- | ---- | ---- | ---- |
| Население | 2474 | 3390 | 4303 | 5228 | 5532 | 7295 | 6956 | 6955 | 6368 | 6496 |

| Год       | 1960 | 1970 | 1980 | 1990 | 2000 | 2009 | 2010 | 2011 | 2012 | 2013 | 2014 | 2015 |
| --------- | ---- | ---- | ---- | ---- | ---- | ---- | ---- | ---- | ---- | ---- | ---- | ---- |
| Население | 6940 | 6983 | 6515 | 6589 | 7089 | 6587 | 6535 | 6486 | 6474 | 6407 | 6359 | 6336 |

## Фотогалерея
|  |  |  |